# گمینا چارنا دامبروفکا
گمینا چارنا دامبروفکا (لهستانی: Gmina Czarna Dąbrówka؛ ‏[ˈt͡ʂarna dɔmˈbrufka]) یک گمینا در لهستان است که در شهرستان بتوف واقع شده‌است. گمینا چارنا دامبروفکا ۲۹۸٫۲۸ کیلومتر مربع مساحت و ۵٬۶۲۶ نفر جمعیت دارد.